# Scotoeurysa atramentaria
Scotoeurysa atramentaria är en insektsart som först beskrevs av Rauno E. Linnavuori 1973.  Scotoeurysa atramentaria ingår i släktet Scotoeurysa och familjen sporrstritar. Inga underarter finns listade i Catalogue of Life.